# Прудово (Рамешковский район)
Прудово — деревня в Рамешковском муниципальном округе (до апреля 2021 года — Рамешковский район) Тверской области, входила в состав сельского поселения Некрасово.

## Население
| 1859 | 1936 | 1989 | 2002 | 2008 | 2010 |
| ---- | ---- | ---- | ---- | ---- | ---- |
| 176  | ↘85  | ↘65  | ↘46  | ↘32  | ↗40  |

По данным Всероссийской переписи населения 2002 года преобладающие национальности жителей деревни Прудово — русские (91%), карелы (9%).